# Bandai Namco Holdings
Bandai Namco Holdings Inc., широко відомі як Bandai Namco — японська холдингова компанія зі штаб-квартирою в Мінато, Токіо, заснована у 2005 році шляхом злиття компаній Namco і Bandai. Компанія спеціалізується на сфері бізнесу іграшок, відеоігор, аркад, аніме, ресторанів і парках розваг. 6 січня 2008 року була офіційно створена американська філія Bandai Namco Holdings USA, яка керує діяльністю компанії в США зі штаб-квартири в Ірвайні, Каліфорнія. Станом на 2017 рік Bandai Namco була найбільшою у світі компанією-виробником іграшок за загальним доходом, заробляючи $6,4 млрд річного доходу.

## Історія
5 травня 2005 року Namco Ltd. оголосили про злиття з Bandai Co., Ltd., утворивши NAMCO BANDAI Holdings Inc. (株式会社バンダイナムコホールディングス), передача акцій завершилась 29 вересня того ж року.
Злиття було завершено 25 вересня, в результаті чого з'явився третій за величиною доходу видавець відеоігор в Японії. Bandai придбали Namco за $1,7 млрд, при цьому Namco отримали 43% акцій, а Bandai — решту 57%. До злиття обидві компанії мали свої дочірні компанії, які після злиття були перепрофільовані в різні підрозділи об'єднаного конгломерату.
31 березня 2006 року Namco об'єдналися з відеоігровою компанією Bandai, утворивши Namco Bandai Games. Підрозділи відеоігор і парків розваг Namco були виділені в нову дочірню компанію, яка зберегла торгову марку Namco.
У вересні 2006 року NBHD придбали CCP Co., Ltd. у Casio, зробивши її своєю дочірньою компанією. Пізніше NBHD придбали Banpresto (чиї операції з виробництва відеоігор перейшли до Namco Bandai Games 1 квітня 2008 року) та Namco Tales Studio, котрі до цього частково належали компаніям Bandai та Namco відповідно.
Bandai Networks Co., Ltd. було об'єднано з Namco Bandai Games у квітні 2009 року, після чого Bandai Networks припинила своє існування як окрема компанія.
Namco Bandai викупили 34% акцій Atari Europe 14 травня 2009 року, відкривши шлях до її подальшого придбання у Infogrames, а в період між 30 червня 2012 року по 20 червня 2013 року Bandai Namco придбали ще 66% акцій цієї компанії. 7 липня 2009 року Bandai Namco Holdings також викупили 100% акцій Atari Australia Pty Ltd., Atari Asia Holdings Pty. Ltd. і Atari UK Ltd.
18 березня 2009 року Namco Bandai викупили материнську компанію D3 Publisher ― D3 Inc., придбавши 95% акцій. У серпні 2013 року Bandai Namco відкрили студію у Ванкувері, розширивши свій вплив на західну демографічну аудиторію.
У жовтні 2019 року Bandai Namco Holdings оголосили про плани придбати Sotsu, що закріпило за ними права на всю франшизу Ґандам, частиною якої вони вже володіли завдяки своїй студії Sunrise.
У лютому 2021 року компанія придбала міноритарну частку в Limbic Entertainment, а в жовтні 2022 року отримала мажоритарну частку.
У вересні 2021 року, щоб відзначити 72-гу річницю заснування, компанія представила оновлений логотип та новий напрямок розвитку. Оновленою метою компанії стала «ідея об'єднання та спільної роботи над створенням речей», а також подальші плани активніше комунікувати з фан-базою своїх ігор.
У липні 2022 року Bandai Namco повідомили про хакерську атаку на свої сервери, через що невстановлена сторона отримала несанкціонований доступ до внутрішніх систем компанії в Азії за межами Японії.
23 серпня 2024 року компанія уклала альянс із Toho, в результаті чого остання отримала міноритарну частку в BNHD.

## Корпоративна структура
Штаб-квартира Bandai Namco Holdings знаходиться в Мінато, Токіо, Японія. Північноамериканська філія компанії, Bandai Namco Holdings USA, має штаб-квартиру в Ірвайні, штат Каліфорнія, США. Європейський та азійський підрозділи компанії, Bandai Namco Holdings UK та Bandai Namco Holdings Asia, мають штаб-квартири в Річмонді, Лондон, та Гонконгу відповідно. У вересні 2017 року Bandai Nanco Holdings заснували китайський підрозділ зі штаб-квартирою в Шанхаї.
Bandai Namco Holdings очолюють президент Міцуякі Тагучі та голова правління Шукуо Ішікава, які обійняли свої посади у 2018 році. Станом на 2019 рік Bandai Namco були найбільшою у світі компанією-виробником іграшок за доходами, акумулювавши понад $6,5 млрд. Це одна з найбільших і найприбутковіших компаній в Японії з прибутком понад ¥189,8 млрд станом на 2020 рік.
У лютому 2021 року компанія Bandai Namco Holdings оголосила про злиття своїх бізнес-підрозділів. В рамках змін, які відбулися у квітні 2021 року, компанія скоротила свої операційні підрозділи з п'яти до трьох. Підрозділи Toys & Hobby та Network Entertainment Unit (відеоігри) об'єдналися в Entertainment Unit; Visual and Music Production Unit (виробництво та дистрибуція аніме та музики) і IP Creation Unit (виробництво аніме) об'єдналися в IP Production Unit; а Real Entertainment Unit було перейменовано на Amusement Unit (тематичні парки).

### Підрозділи та дочірні компанії
До реорганізації, Bandai Namco Holdings були структуровані на шість підрозділів: Toys and Hobby (іграшки), Network Entertainment (відеоігри), Real Entertainment (парки розваг), Visual and Music Production (аніме та музичні альбоми), IP Creation (створення нової інтелектуальної власності) та Affiliated Business (допоміжні компанії). Підрозділ Network Entertainment на чолі з Bandai Namco Entertainment є основною сферою діяльності компанії і займається видавництвом відеоігор. Bandai Namco Entertainment в свою чергу володіє кількома дочірніми компаніями, включаючи Bandai Namco Studios, B.B. Studio та D3 Publisher, які розробляють відеоігри для домашніх ігрових систем та мобільних платформ. Ця компанія сама має кілька міжнародних підрозділів, включаючи офіси в США, Європі та Тайвані. Часто розважальний підрозділ слугує ініціатором розширення ринку. У 2015 році компанія створила підрозділ у Шанхаї, за два роки до того, як Bandai Namco Holdings заснувала свій китайський підрозділ.
Підрозділ Toy and Hobby очолює компанія Bandai, яка розробляє іграшки та електронні пристрої на основі таких ліцензій, як Dragon Ball, Gundam та Sailor Moon. Bandai Spirits розробляє іграшки, призначені для більш дорослої аудиторії, а також призи для аркадних ігор. MegaHouse розробляє фігурки та іграшки для цукеркових автоматів, як і Heart Corporation для сезонних заходів. Інші компанії, що входять до цього підрозділу, включають Seeds, яка виробляє медичне обладнання; Plex, розробника іграшок на основі ліцензованих персонажів; Sun-Star, які розробляють та розповсюджують канцелярські товари для споживачів та японських шкільних систем; CCP, виробника сувенірної продукції та побутової електроніки; та Banpresto Sales, дистрибутора призів для ігрових автоматів.
Bandai Namco Amusement, до 2018 року відомі як просто Namco, очолює підрозділ Real Entertainment. Amusement розробляє аркадні ігри та обслуговує парки розваг компанії, включаючи Namco Namja Town, Wonder Bowl та їхні локації VR Zone. Серед відеоігор, розроблених Amusement, — Time Crisis 5, Star Wars Battle Pod, Pac-Man Racing і Galaga Fever. Крім того, Amusement надає послуги для платформи цифрової валюти Bandai Namco «Banacoin» і мобільних додатків для просування подій в їхніх аркадах. Компанії допомагають Bandai Namco Technica та Bandai Namco Amusement Lab, які надають послуги з ремонту та розробки відповідно. Hanayashiki Co, Ltd. управляє найстарішим в Японії однойменним тематичним парком, тоді як PleasureCast підтримує та відкриває центри розваг по всій Японії. Підрозділ Visual and Music Production включає в себе студії виробництва аніме Bandai Namco Arts та Actas; Highway Star, менеджера музичних виконавців; та Bandai Namco Live Creative, що займається продажем квитків та організацією живих концертів.
Sunrise, японська аніме-студія, відома такими проектами, як Mobile Suit Gundam та Cowboy Bebop, є центром підрозділу IP Production. Sunrise має три дочірні компанії — менеджер музичних авторських прав Sunrise Music, планувальник анімації Sunrise Beyond та продюсерську компанію Bandai Namco Pictures. Sotsu — рекламна агенція, яка також займається плануванням та виробництвом аніме-серіалів. Підрозділ Bandai Namco's Affiliated Business складається з компаній, які надають додаткову підтримку та ресурси. До цього підрозділу входять дистрибутори продукції Bandai Logipal та Logipal Express, фінансовий менеджер Bandai Namco Business Arc, оператор дитячих садків Kaikaya, дистрибутор іграшок Happinet, студія графічного дизайну Artpresto, а також компанія Bandai Namco Will, що займається підтримкою людей з обмеженими фізичними можливостями.